# Vòng loại Giải vô địch bóng đá thế giới 2010 – Khu vực Nam Mỹ
Vòng loại Giải vô địch bóng đá thế giới 2010 – Khu vực Nam Mỹ là một phần của Vòng loại Giải vô địch bóng đá thế giới 2010, được tổ chức nhằm chọn ra các đội bóng đến từ CONMEBOL tham dự FIFA World Cup 2010.

## Thể thức
10 đội bóng thành viên của Liên đoàn bóng đá thế giới (FIFA) và Liên đoàn bóng đá Nam Mỹ (CONMEBOL) sẽ thi đấu vòng tròn 2 lượt nhằm tranh 4,5 suất tham dự Giải vô địch bóng đá thế giới 2010. Đội xếp thứ 5 vòng loại sẽ đấu 2 trận play-off với đội xếp thứ 4 khu vực Bắc, Trung Mỹ và Caribe (CONCACAF).

## Bảng xếp hạng
| VT | Đội       | ST | T  | H | B  | BT | BB | HS  | Đ  | Giành quyền tham dự   |     |     |     |     |     |     |     |     |     |     |     |
| -- | --------- | -- | -- | - | -- | -- | -- | --- | -- | --------------------- | --- | --- | --- | --- | --- | --- | --- | --- | --- | --- | --- |
| 1  | Brasil    | 18 | 9  | 7 | 2  | 33 | 11 | +22 | 34 | FIFA World Cup 2010   |     |     | 4–2 | 2–1 | 0–0 | 2–1 | 5–0 | 0–0 | 0–0 | 0–0 | 3–0 |
| 2  | Chile     | 18 | 10 | 3 | 5  | 32 | 22 | +10 | 33 | FIFA World Cup 2010   |     | 0–3 |     | 0–3 | 1–0 | 0–0 | 1–0 | 4–0 | 2–2 | 4–0 | 2–0 |
| 3  | Paraguay  | 18 | 10 | 3 | 5  | 24 | 16 | +8  | 33 | FIFA World Cup 2010   |     | 2–0 | 0–2 |     | 1–0 | 1–0 | 5–1 | 0–2 | 2–0 | 1–0 | 1–0 |
| 4  | Argentina | 18 | 8  | 4 | 6  | 23 | 20 | +3  | 28 | FIFA World Cup 2010   |     | 1–3 | 2–0 | 1–1 |     | 2–1 | 1–1 | 1–0 | 4–0 | 3–0 | 2–1 |
| 5  | Uruguay   | 18 | 6  | 6 | 6  | 28 | 20 | +8  | 24 | Play-off liên lục địa |     | 0–4 | 2–2 | 2–0 | 0–1 |     | 0–0 | 3–1 | 1–1 | 5–0 | 6–0 |
| 6  | Ecuador   | 18 | 6  | 5 | 7  | 22 | 26 | −4  | 23 |                       |     | 1–1 | 1–0 | 1–1 | 2–0 | 1–2 |     | 0–0 | 0–1 | 3–1 | 5–1 |
| 7  | Colombia  | 18 | 6  | 5 | 7  | 14 | 18 | −4  | 23 |                       | 0–0 | 2–4 | 0–1 | 2–1 | 0–1 | 2–0 |     | 1–0 | 2–0 | 1–0 |     |
| 8  | Venezuela | 18 | 6  | 4 | 8  | 23 | 29 | −6  | 22 |                       | 0–4 | 2–3 | 1–2 | 0–2 | 2–2 | 3–1 | 2–0 |     | 5–3 | 3–1 |     |
| 9  | Bolivia   | 18 | 4  | 3 | 11 | 22 | 36 | −14 | 15 |                       | 2–1 | 0–2 | 4–2 | 6–1 | 2–2 | 1–3 | 0–0 | 0–1 |     | 3–0 |     |
| 10 | Perú      | 18 | 3  | 4 | 11 | 11 | 34 | −23 | 13 |                       | 1–1 | 1–3 | 0–0 | 1–1 | 1–0 | 1–2 | 1–1 | 1–0 | 1–0 |     |     |

## Kết quả

### Vòng 1
| Uruguay                                                      | 5–0      | Bolivia |
| ------------------------------------------------------------ | -------- | ------- |
| Suárez 4' · Forlán 38' · Abreu 48' · Sánchez 67' · Bueno 83' | Chi tiết |         |

| Argentina         | 2–0      | Chile |
| ----------------- | -------- | ----- |
| Riquelme 27', 45' | Chi tiết |       |

| Ecuador | 0–1      | Venezuela |
| ------- | -------- | --------- |
|         | Chi tiết | Rey 68'   |

| Perú | 0–0      | Paraguay |
| ---- | -------- | -------- |
|      | Chi tiết |          |

| Colombia | 0–0      | Brasil |
| -------- | -------- | ------ |
|          | Chi tiết |        |

### Vòng 2
| Venezuela | 0–2      | Argentina              |
| --------- | -------- | ---------------------- |
|           | Chi tiết | Milito 16' · Messi 43' |

| Bolivia | 0–0      | Colombia |
| ------- | -------- | -------- |
|         | Chi tiết |          |

| Chile                     | 2–0      | Perú |
| ------------------------- | -------- | ---- |
| Suazo 11' · Fernández 51' | Chi tiết |      |

| Paraguay   | 1–0      | Uruguay |
| ---------- | -------- | ------- |
| Valdez 14' | Chi tiết |         |

| Brasil                                                       | 5–0      | Ecuador |
| ------------------------------------------------------------ | -------- | ------- |
| Vágner Love 19' · Ronaldinho 71' · Kaká 77', 85' · Elano 83' | Chi tiết |         |

### Vòng 3
| Argentina                      | 3–0      | Bolivia |
| ------------------------------ | -------- | ------- |
| Agüero 40' · Riquelme 56', 74' | Chi tiết |         |

| Colombia   | 1–0      | Venezuela |
| ---------- | -------- | --------- |
| Bustos 82' | Chi tiết |           |

| Paraguay                                                  | 5–1      | Ecuador      |
| --------------------------------------------------------- | -------- | ------------ |
| Valdez 8' · Riveros 26', 87' · Santa Cruz 50' · Ayala 82' | Chi tiết | Kaviedes 79' |

| Uruguay                | 2–2      | Chile                  |
| ---------------------- | -------- | ---------------------- |
| Suárez 42' · Abreu 81' | Chi tiết | Salas 59', 70' (ph.đ.) |

| Perú       | 1–1      | Brasil   |
| ---------- | -------- | -------- |
| Vargas 72' | Chi tiết | Kaká 41' |

### Vòng 4
| Venezuela                                              | 5–3      | Bolivia                       |
| ------------------------------------------------------ | -------- | ----------------------------- |
| Arismendi 20', 40' · Guerra 81' · Maldonado 89', 90+1' | Chi tiết | M. Moreno 19', 77' · Arce 27' |

| Colombia                   | 2–1      | Argentina |
| -------------------------- | -------- | --------- |
| Bustos 62' · D. Moreno 82' | Chi tiết | Messi 36' |

| Ecuador                                         | 5–1      | Perú        |
| ----------------------------------------------- | -------- | ----------- |
| Ayoví 10', 48' · Kaviedes 24' · Méndez 44', 62' | Chi tiết | Mendoza 86' |

| Brasil                | 2–1      | Uruguay  |
| --------------------- | -------- | -------- |
| Luís Fabiano 45', 64' | Chi tiết | Abreu 9' |

| Chile | 0–3      | Paraguay                          |
| ----- | -------- | --------------------------------- |
|       | Chi tiết | Cabañas 24' · Da Silva 45+1', 56' |

### Vòng 5
| Uruguay    | 1–1      | Venezuela  |
| ---------- | -------- | ---------- |
| Lugano 12' | Chi tiết | Vargas 56' |

| Perú       | 1–1      | Colombia     |
| ---------- | -------- | ------------ |
| Mariño 40' | Chi tiết | Rodallega 8' |

| Paraguay                     | 2–0      | Brasil |
| ---------------------------- | -------- | ------ |
| Santa Cruz 26' · Cabañas 49' | Chi tiết |        |

| Argentina     | 1–1      | Ecuador     |
| ------------- | -------- | ----------- |
| Palacio 90+3' | Chi tiết | Urrutia 68' |

| Bolivia | 0–2      | Chile          |
| ------- | -------- | -------------- |
|         | Chi tiết | Medel 29', 76' |

### Vòng 6
| Uruguay                                                 | 6–0      | Perú |
| ------------------------------------------------------- | -------- | ---- |
| Forlán 8', 38' (ph.đ.), 57' · Bueno 61' 69' · Abreu 90' | Chi tiết |      |

| Bolivia                                         | 4–2      | Paraguay                    |
| ----------------------------------------------- | -------- | --------------------------- |
| Botero 23', 70' · R. García 25' · M. Moreno 76' | Chi tiết | Santa Cruz 66' · Valdez 82' |

| Ecuador | 0–0      | Colombia |
| ------- | -------- | -------- |
|         | Chi tiết |          |

| Brasil | 0–0      | Argentina |
| ------ | -------- | --------- |
|        | Chi tiết |           |

| Venezuela                  | 2–3      | Chile                               |
| -------------------------- | -------- | ----------------------------------- |
| Maldonado 59' · Arango 80' | Chi tiết | Suazo 65' (ph.đ.), 90+2' · Jara 72' |

### Vòng 7
| Argentina  | 1–1      | Paraguay          |
| ---------- | -------- | ----------------- |
| Agüero 60' | Chi tiết | Heinze 13' (l.n.) |

| Ecuador                                        | 3–1      | Bolivia    |
| ---------------------------------------------- | -------- | ---------- |
| Caicedo 21' · Méndez 51' (ph.đ.) · Benítez 72' | Chi tiết | Botero 40' |

| Colombia | 0–1      | Uruguay    |
| -------- | -------- | ---------- |
|          | Chi tiết | Eguren 15' |

| Perú     | 1–0      | Venezuela |
| -------- | -------- | --------- |
| Alva 39' | Chi tiết |           |

| Chile | 0–3      | Brasil                              |
| ----- | -------- | ----------------------------------- |
|       | Chi tiết | Luís Fabiano 21', 83' · Robinho 45' |

### Vòng 8
| Paraguay                 | 2–0      | Venezuela |
| ------------------------ | -------- | --------- |
| Riveros 28' · Valdez 45' | Chi tiết |           |

| Uruguay | 0–0      | Ecuador |
| ------- | -------- | ------- |
|         | Chi tiết |         |

| Chile                                              | 4–0      | Colombia |
| -------------------------------------------------- | -------- | -------- |
| Jara 26' · Suazo 38' · Fuentes 48' · Fernández 71' | Chi tiết |          |

| Brasil | 0–0      | Bolivia |
| ------ | -------- | ------- |
|        | Chi tiết |         |

| Perú       | 1–1      | Argentina     |
| ---------- | -------- | ------------- |
| Fano 90+3' | Chi tiết | Cambiasso 82' |

### Vòng 9
| Bolivia                        | 3–0      | Perú |
| ------------------------------ | -------- | ---- |
| Botero 4', 16' · R. García 81' | Chi tiết |      |

| Argentina             | 2–1      | Uruguay    |
| --------------------- | -------- | ---------- |
| Messi 6' · Agüero 13' | Chi tiết | Lugano 40' |

| Colombia | 0–1      | Paraguay   |
| -------- | -------- | ---------- |
|          | Chi tiết | Cabañas 9' |

| Venezuela | 0–4      | Brasil                                   |
| --------- | -------- | ---------------------------------------- |
|           | Chi tiết | Kaká 6' · Robinho 10', 67' · Adriano 19' |

| Ecuador     | 1–0      | Chile |
| ----------- | -------- | ----- |
| Benítez 71' | Chi tiết |       |

### Vòng 10
| Bolivia            | 2–2      | Uruguay               |
| ------------------ | -------- | --------------------- |
| M. Moreno 15', 41' | Chi tiết | Bueno 64' · Abreu 88' |

| Paraguay    | 1–0      | Perú |
| ----------- | -------- | ---- |
| Cardozo 81' | Chi tiết |      |

| Chile        | 1–0      | Argentina |
| ------------ | -------- | --------- |
| Orellana 35' | Chi tiết |           |

| Brasil | 0–0      | Colombia |
| ------ | -------- | -------- |
|        | Chi tiết |          |

| Venezuela                               | 3–1      | Ecuador  |
| --------------------------------------- | -------- | -------- |
| Maldonado 48' · Moreno 56' · Arango 67' | Chi tiết | Mina 12' |

### Vòng 11
| Uruguay                 | 2–0      | Paraguay |
| ----------------------- | -------- | -------- |
| Forlán 28' · Lugano 57' | Chi tiết |          |

| Argentina                                          | 4–0      | Venezuela |
| -------------------------------------------------- | -------- | --------- |
| Messi 26' · Tévez 47' · Rodríguez 51' · Agüero 73' | Chi tiết |           |

| Colombia                  | 2–0      | Bolivia |
| ------------------------- | -------- | ------- |
| Torres 26' · Rentería 88' | Chi tiết |         |

| Ecuador   | 1–1      | Brasil       |
| --------- | -------- | ------------ |
| Noboa 89' | Chi tiết | Baptista 72' |

| Perú     | 1–3      | Chile                                          |
| -------- | -------- | ---------------------------------------------- |
| Fano 34' | Chi tiết | Sánchez 2' · Suazo 32' (ph.đ.) · Fernández 70' |

### Vòng 12
| Venezuela              | 2–0      | Colombia |
| ---------------------- | -------- | -------- |
| Fedor 78' · Arango 82' | Chi tiết |          |

| Bolivia                                                                       | 6–1      | Argentina    |
| ----------------------------------------------------------------------------- | -------- | ------------ |
| M. Moreno 12' · Botero 34' (ph.đ.), 55', 66' · Álex da Rosa 45' · Torrico 87' | Chi tiết | González 25' |

| Ecuador   | 1–1      | Paraguay         |
| --------- | -------- | ---------------- |
| Noboa 63' | Chi tiết | E. Benítez 90+2' |

| Chile | 0–0      | Uruguay |
| ----- | -------- | ------- |
|       | Chi tiết |         |

| Brasil                                          | 3–0      | Perú |
| ----------------------------------------------- | -------- | ---- |
| Luís Fabiano 18' (ph.đ.), 27' · Felipe Melo 64' | Chi tiết |      |

### Vòng 13
| Uruguay | 0–4      | Brasil                                                          |
| ------- | -------- | --------------------------------------------------------------- |
|         | Chi tiết | Dani Alves 12' · Juan 36' · Luis Fabiano 52' · Kaká 75' (ph.đ.) |

| Bolivia | 0–1      | Venezuela         |
| ------- | -------- | ----------------- |
|         | Chi tiết | Rivero 33' (l.n.) |

| Argentina | 1–0      | Colombia |
| --------- | -------- | -------- |
| Díaz 56'  | Chi tiết |          |

| Paraguay | 0–2      | Chile                     |
| -------- | -------- | ------------------------- |
|          | Chi tiết | Fernández 13' · Suazo 50' |

| Perú       | 1–2      | Ecuador                   |
| ---------- | -------- | ------------------------- |
| Vargas 52' | Chi tiết | Montero 38' · Tenorio 59' |

### Vòng 14
| Ecuador                  | 2–0      | Argentina |
| ------------------------ | -------- | --------- |
| Ayoví 72' · Palacios 83' | Chi tiết |           |

| Colombia   | 1–0      | Perú |
| ---------- | -------- | ---- |
| Falcao 25' | Chi tiết |      |

| Brasil                   | 2–1      | Paraguay    |
| ------------------------ | -------- | ----------- |
| Robinho 40' · Nilmar 49' | Chi tiết | Cabañas 25' |

| Chile                                           | 4–0      | Bolivia |
| ----------------------------------------------- | -------- | ------- |
| Beausejour 43' · Estrada 74' · Sánchez 78', 88' | Chi tiết |         |

| Venezuela              | 2–2      | Uruguay                 |
| ---------------------- | -------- | ----------------------- |
| Maldonado 9' · Rey 74' | Chi tiết | Suárez 60' · Forlán 72' |

### Vòng 15
| Colombia                       | 2–0      | Ecuador |
| ------------------------------ | -------- | ------- |
| Martínez 82' · Gutiérrez 90+4' | Chi tiết |         |

| Perú        | 1–0      | Uruguay |
| ----------- | -------- | ------- |
| Rengifo 86' | Chi tiết |         |

| Paraguay              | 1–0      | Bolivia |
| --------------------- | -------- | ------- |
| Cabañas 45+1' (ph.đ.) | Chi tiết |         |

| Argentina  | 1–3      | Brasil                             |
| ---------- | -------- | ---------------------------------- |
| Dátolo 65' | Chi tiết | Luisão 23' · Luís Fabiano 30', 68' |

| Chile                  | 2–2      | Venezuela                 |
| ---------------------- | -------- | ------------------------- |
| Vidal 11' · Millar 53' | Chi tiết | Maldonado 34' · Rey 45+1' |

### Vòng 16
| Bolivia       | 1–3      | Ecuador                                |
| ------------- | -------- | -------------------------------------- |
| Yecerotte 85' | Chi tiết | Méndez 4' · Valencia 46' · Benítez 66' |

| Uruguay                             | 3–1      | Colombia     |
| ----------------------------------- | -------- | ------------ |
| Suárez 7' · Scotti 77' · Eguren 87' | Chi tiết | Martínez 63' |

| Paraguay   | 1–0      | Argentina |
| ---------- | -------- | --------- |
| Valdez 27' | Chi tiết |           |

| Brasil                                    | 4–2      | Chile                    |
| ----------------------------------------- | -------- | ------------------------ |
| Nilmar 31', 74', 76' · Júlio Baptista 40' | Chi tiết | Suazo 45+1' (ph.đ.), 52' |

| Venezuela                   | 3–1      | Perú                 |
| --------------------------- | -------- | -------------------- |
| Fedor 33', 52' · Vargas 65' | Chi tiết | Fuenmayor 41' (l.n.) |

### Vòng 17
| Argentina                   | 2–1      | Perú        |
| --------------------------- | -------- | ----------- |
| Higuaín 48' · Palermo 90+2' | Chi tiết | Rengifo 89' |

| Colombia                     | 2–4      | Chile                                               |
| ---------------------------- | -------- | --------------------------------------------------- |
| Martínez 14' · G. Moreno 53' | Chi tiết | Ponce 34' · Suazo 35' · Valdivia 71' · Orellana 78' |

| Ecuador      | 1–2      | Uruguay                           |
| ------------ | -------- | --------------------------------- |
| Valencia 68' | Chi tiết | Suárez 69' · Forlán 90+3' (ph.đ.) |

| Venezuela     | 1–2      | Paraguay                  |
| ------------- | -------- | ------------------------- |
| A. Rondón 85' | Chi tiết | Cabañas 56' · Cardozo 80' |

| Bolivia                      | 2–1      | Brasil     |
| ---------------------------- | -------- | ---------- |
| Olivares 10' · M. Moreno 32' | Chi tiết | Nilmar 70' |

### Vòng 18
| Perú     | 1–0      | Bolivia |
| -------- | -------- | ------- |
| Fano 54' | Chi tiết |         |

| Brasil | 0–0      | Venezuela |
| ------ | -------- | --------- |
|        | Chi tiết |           |

| Chile     | 1–0      | Ecuador |
| --------- | -------- | ------- |
| Suazo 53' | Chi tiết |         |

| Uruguay | 0–1      | Argentina   |
| ------- | -------- | ----------- |
|         | Chi tiết | Bolatti 84' |

| Paraguay | 0–2      | Colombia                  |
| -------- | -------- | ------------------------- |
|          | Chi tiết | Ramos 61' · Rodallega 80' |

## Kết quả trận Play-off với đại diện CONCACAF
Đội hạng 4 Vòng loại giải vô địch bóng đá thế giới 2010 khu vực Bắc, Trung Mỹ và Caribe (Costa Rica) sẽ gặp đội hạng 5 Vòng loại giải vô địch bóng đá thế giới 2010 khu vực Nam Mỹ (Uruguay) để tranh một vé tới Nam Phi. Uruguay thắng trận play-off và giành quyền dự vòng chung kết FIFA World Cup 2010 vào ngày 18 tháng 11 năm 2009.
| Đội 1      | TTS | Đội 2   | Lượt đi | Lượt về |
| ---------- | --- | ------- | ------- | ------- |
| Costa Rica | 1–2 | Uruguay | 0–1     | 1–1     |

## Các cầu thủ ghi bàn
10 bàn
- Humberto Suazo

9 bàn
- Luís Fabiano

8 bàn
- Joaquín Botero

7 bàn
| - Marcelo Moreno | - Diego Forlán |  |

6 bàn
| - Salvador Cabañas | - Sebastián Abreu | - Giancarlo Maldonado |

5 bàn
| - Kaká - Nilmar | - Nelson Haedo Valdez | - Luis Suárez |

4 bàn
| - Sergio Agüero - Lionel Messi - Juan Román Riquelme | - Robinho - Matías Fernández - Edison Méndez | - Carlos Bueno - Diego Lugano |

3 bàn
| - Alexis Sánchez - Jackson Martínez - Walter Ayoví - Christian Benítez | - Cristian Riveros - Roque Santa Cruz - Johan Fano | - Juan Arango - Nicolás Fedor - José Manuel Rey |

2 bàn
| - Ronald García Nacho - Júlio Baptista - Gonzalo Jara - Gary Medel - Fabián Orellana - Marcelo Salas | - Rubén Darío Bustos - Hugo Rodallega - Iván Kaviedes - Christian Noboa - Antonio Valencia - Óscar Cardozo | - Paulo da Silva - Hernán Rengifo - Juan Manuel Vargas - Sebastián Eguren - Daniel Arismendi - Ronald Vargas |

1 bàn
| - Mario Bolatti - Esteban Cambiasso - Jesús Dátolo - Daniel Díaz - Lucho González - Gonzalo Higuaín - Gabriel Milito - Rodrigo Palacio - Martín Palermo - Maxi Rodríguez - Carlos Tévez - Juan Carlos Arce - Edgar Rolando Olivares - Álex da Rosa - Didi Torrico - Gerardo Yecerotte - Adriano - Dani Alves | - Elano - Felipe Melo - Juan - Luisão - Ronaldinho - Vágner Love - Jean Beausejour - Marco Estrada - Ismael Fuentes - Rodrigo Millar - Waldo Ponce - Jorge Valdivia - Arturo Vidal - Radamel Falcao García - Teófilo Gutiérrez - Dayro Moreno - Giovanni Moreno - Adrián Ramos | - Wason Rentería - Macnelly Torres - Felipe Caicedo - Isaac Mina - Jefferson Montero - Pablo Palacios - Carlos Tenorio - Patricio Urrutia - Néstor Ayala - Edgar Benítez - Piero Alva - Juan Carlos Mariño - Andrés Mendoza - Vicente Sánchez - Andrés Scotti - Alejandro Guerra - Alejandro Moreno - Alexander Rondón |

Ghi bàn vào lưới nhà
| - Gabriel Heinze (trong trận gặp Paraguay) - Ronald Rivero (trong trận gặp Venezuela) | - Juan Fuenmayor (trong trận gặp Perú) |

* Fifa.com: Thống kê cầu thủ ghi bàn Lưu trữ ngày 1 tháng 7 năm 2014 tại Wayback Machine